# 王丽堂
王丽堂（1940年—），女，江苏扬州人。中国扬州评话表演艺术家，第六届中国曲艺牡丹奖终身成就奖得主。